# Igreja Velha de Gondar
A Igreja Velha de Gondar, também designada Mosteiro de Gondar, Igreja de Santa Maria e Igreja Velha, é uma igreja Românica localizada na freguesia de Gondar, município de Amarante.
A Igreja Velha de Gondar encontra-se classificada como Imóvel de Interesse Público desde 1978.

## História
A Igreja Velha de Gondar ou também conhecida como Mosteiro de Gondar é de facto o que resta de um mosteiro beneditino, fundado por volta do século XII em honra de Santa Maria. No século XIV torna-se igreja paroquial. Chega ao século XX em estado de degradação sendo alvo de uma intervenção de conservação.
D. Mendo de Gundar, nascido nas Astúrias, Oviedo e falecido em Telões, Portugal, era Cavaleiro e rico homem. Veio com o Conde Henrique de Borgonha, conde de Portucale para Portugal, no serviço de D. Teresa. Foi senhor de Gondar e de São Salvador de Lafões, alcaide-mor de Celorico de Basto e fundador do Mosteiro de Gondar. Morou no concelho de Guestaço, tendo sido sepultado em Telões.